# Le Danseur pirate
Pour plus de détails, voir Fiche technique et Distribution.

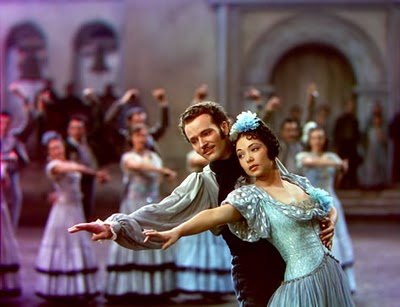
Charles Collins et Steffi Duna

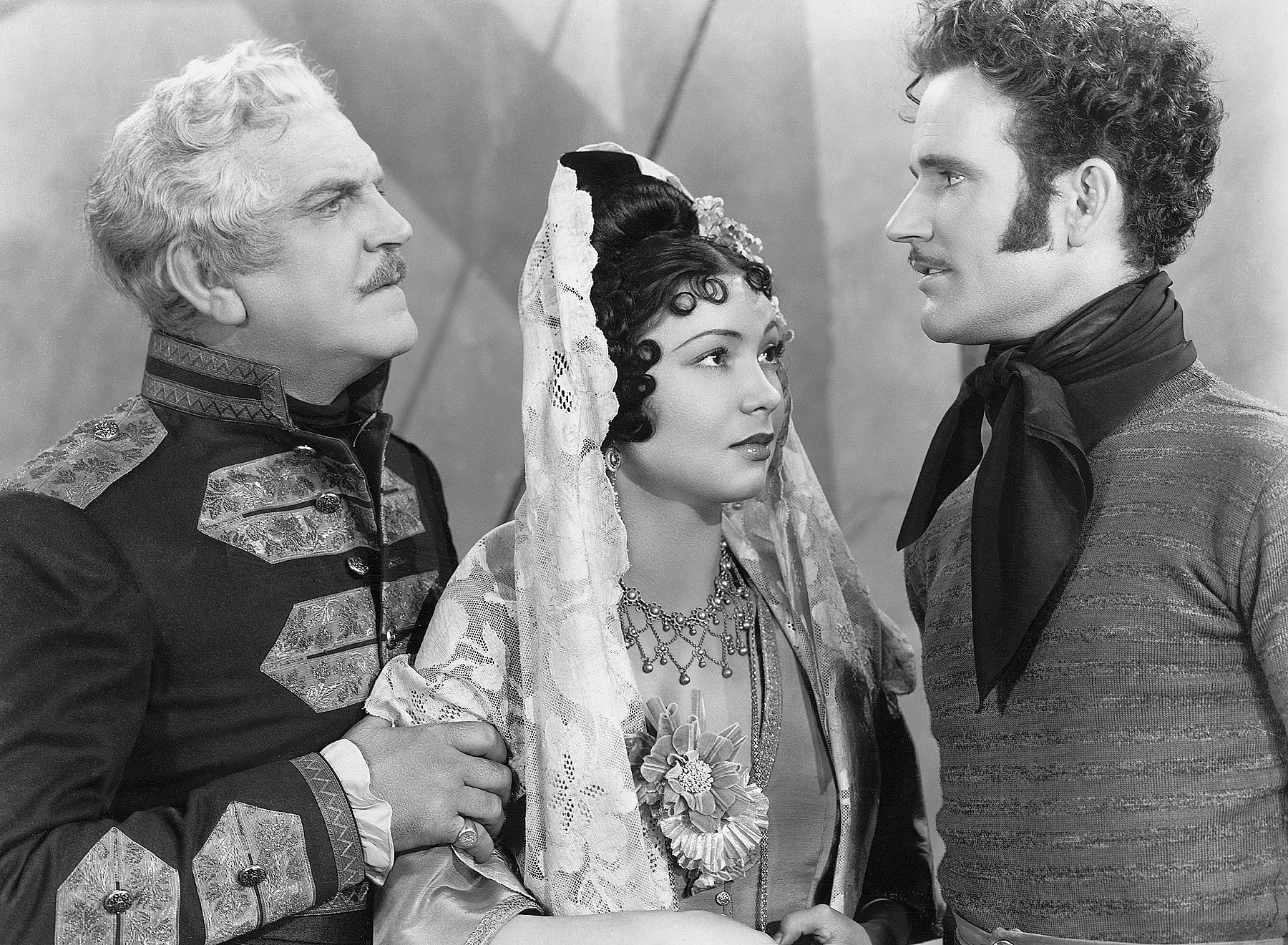
Frank Morgan, Steffi Duna et Charles Collins

Le Danseur pirate (Dancing Pirate) est un film américain réalisé par Lloyd Corrigan, sorti en 1936.

## Synopsis
Dans le Boston des années 1820, le professeur de danse Jonathan Pride est enlevé par des pirates et forcé de devenir esclave à bord de leur navire. Jonathan réussit à rejoindre un groupe de ravitaillement qui débarque sur la côte de la Californie, alors partie de l'empire espagnol, où il s'échappe, avec pour seuls biens son parapluie et sa boîte à musique qu'il utilise pour ses leçons de danse.
Il est aperçu par un berger qui prévient la ville la plus proche dont la population excitée transforme l'arrivée de Jonathan en une véritable invasion de pirates. L'alcalde Don Emilio Perena conduit la milice à tirer sur sa propre ville tandis que Jonathan est capturé dans le boudoir de la fille de l'alcalde, Serafina. Jonathan est ensuite condamné à mort.
Lorsque Serafina et les femmes de la ville découvrent que Jonathan est professeur de danse, son exécution est retardée jusqu'à ce qu'il enseigne la valse aux femmes de la ville.
Pendant ce temps, le prétendant de Serafina, Don Balthazar, capitaine des gardes du Presidio de Monterey et certains de ses soldats visitent la ville pour marier Serafina et Don Balthazar, mais à l'insu de la ville, il a été renvoyé de l'armée avec ses hommes qui cherchent à piller la ville. Don Balthazar prévoit également d'exécuter secrètement son rival Jonathan.
Jonathan s'échappe et incite les Indiens de la région, opprimés mais pacifiques, à se révolter en leur apprenant une danse guerrière torride. Les Indiens utilisent leurs seules "armes", leurs lasso, pour capturer les anciens soldats devenus des bandits. Don Balthazar défie Jonathan en duel à l'épée mais Jonathan utilise ses talents de danseur et son parapluie pour vaincre et capturer le Don.

## Fiche technique
Source principale de la fiche technique
- Titre : Le Danseur pirate
- Titre original : Dancing Pirate
- Réalisation : Lloyd Corrigan
- Scénario : Ray Harris et Francis Edward Faragoh, adapté par Jack Wagner et Boris Ingster, d'après une histoire de Emma-Lindsay Squier
- Direction artistique : W. B. Ihnen
- Musique : Richard Rodgers (Musique) et Lorenz Hart (lyrics)[2]
- Chanson notable : Are You My Love? et When You're Dancing the Waltz[2]
- Directeur artistique : W. B. Ihnen
- Costumes :
- Photographie : William V. Skall
- Son : Oscar Lagerstrom
- Chorégraphie : Russell Lewis
- Montage : Archie Marshek
- Production : John Speaks
  - Production déléguée : Merian C. Cooper
- Société de production : Pioneer Pictures Corporation
- Distribution :  États-Unis : RKO Radio Pictures
- Budget :
- Pays de production :  États-Unis
- Langue : anglais
- Format : Couleur (Technicolor) - Son : Monophonique (Western Electric Sound System) - 1,37:1 - Format 35 mm
- Genre : Film musical, aventure et comédie
- Durée : 83 minutes
- Dates de sortie :
  - États-Unis : 22 mai 1936
  - France : 8 juin 1949

## Distribution
Source principale de la distribution
- Charles Collins : Jonathan Pride
- Frank Morgan : Maire Don Emilio Perena
- Steffi Duna : Serafina Perena
- Luis Alberni : Pamfilo (le geôlier)
- Victor Varconi : Don Balthazar
- Jack La Rue : Lieutenant Chago
- Alma Real : Blanca
- William V. Mong : Tecolote, le vieil indien
- Mitchell Lewis : Chef pirate
- Julian Rivero : Berger
- John Eberts : Mozo
- The Royal Cansino Dancers : Danseurs

Et, parmi les acteurs non crédités :
- Nora Cecil : Propriétaire
- Rita Hayworth : Danseuse
- Cy Kendall : Cuisinier du Bouncing Betty
- Vera Lewis : Mère d'Orville

## Distinction
Source principale des distinctions

### Nomination
- 1937 : Oscar de la meilleure chorégraphie pour Russell Lewis

## Autour du film
- Le Danseur pirate est le premier film musical entièrement en couleur[2].